# Cuthbert Malajila
Cuthbert Lifasi Malajila (Eiffel Flats, 3 ottobre 1985) è un ex calciatore zimbabwese con cittadinanza sudafricana, di ruolo attaccante.

## Carriera

### Club
Ha giocato nei campionati zimbabwese, tunisino, libico e sudafricano.

### Nazionale
Ha fatto il suo debutto per la nazionale maggiore nel 2008.

## Palmarès

### Club

#### Competizioni nazionali
- Premier Division (Sudafrica): 2

M. Sundowns: 2013-2014, 2015-2016
- Telkom Knockout: 1

M. Sundowns: 2015

#### Competizioni internazionali
- CAF Champions League: 1

M. Sundowns: 2016